# Smlouva z Xantenu (1614)
Smlouva z Xantenu byla podepsána v městě Xanten 12. listopadu 1614 mezi Wolfgangem Vilémem, neuburským falckrabětem a Janem Zikmundem, kurfiřtem z Braniborska. Jednání se jako mediátoři zúčastnili zástupci Anglie a Francie. Dohoda oficiálně ukončila válku o nástupnictví ve vévodství Jülich a rozdělila území Klévska a Jülišska mezi Viléma a Zikmunda.

## Podmínky
Smlouva ukončila válku o nástupnictví vévodství Jülich a veškeré nepřátelství mezi Wolfgangem Vilémem a Janem Zikmundem.

Na základě smlouvy získal Wolfgang Vilém spojená vévodství Jülich-Berg a hrabství Ravensberg, což bylo historické území Svaté říše římské v dnešním východním Vestfálsku. Území Klévsko-Mark a Ravensberg získal Jan Zikmund. Tato území byla první, ve kterých vládli  Hohenzollernové a stala se základem budoucích spolkových zemí Porýní-Falc a Vestfálsko.